# Fox (бронеавтомобиль)
Fox (от англ. Fox — Лиса) — канадский бронетранспортёр, разработанный компанией General Motors во время Второй Мировой Войны. Всего выпущено 1506 машин.

## История
Fox был разработан компанией General Motors на основе Humber и во время ВМВ основное участие принимал в Италии. После войны многие машины были отправлены в Португалию, где участвовали в колониальных войнах в Анголе, Мозамбике и Гвинее.
Также Нидерланды закупили 39 бронемашин для Ост-Индии, на 34 из которых установили башни с 37-мм пушкой от Humber, которые были прозваны «Humfox», большая часть из которых после обретения независимости Индонезии перешли в ее армию.

## Конструкция
«Лиса» весила 8 тонн, экипаж машины составлял 4 человека: командир, стрелок, радист и водитель. Башня машины поворачивалась вручную и была вооружена тремя пулемётами Браунинга (M1919 и M2).

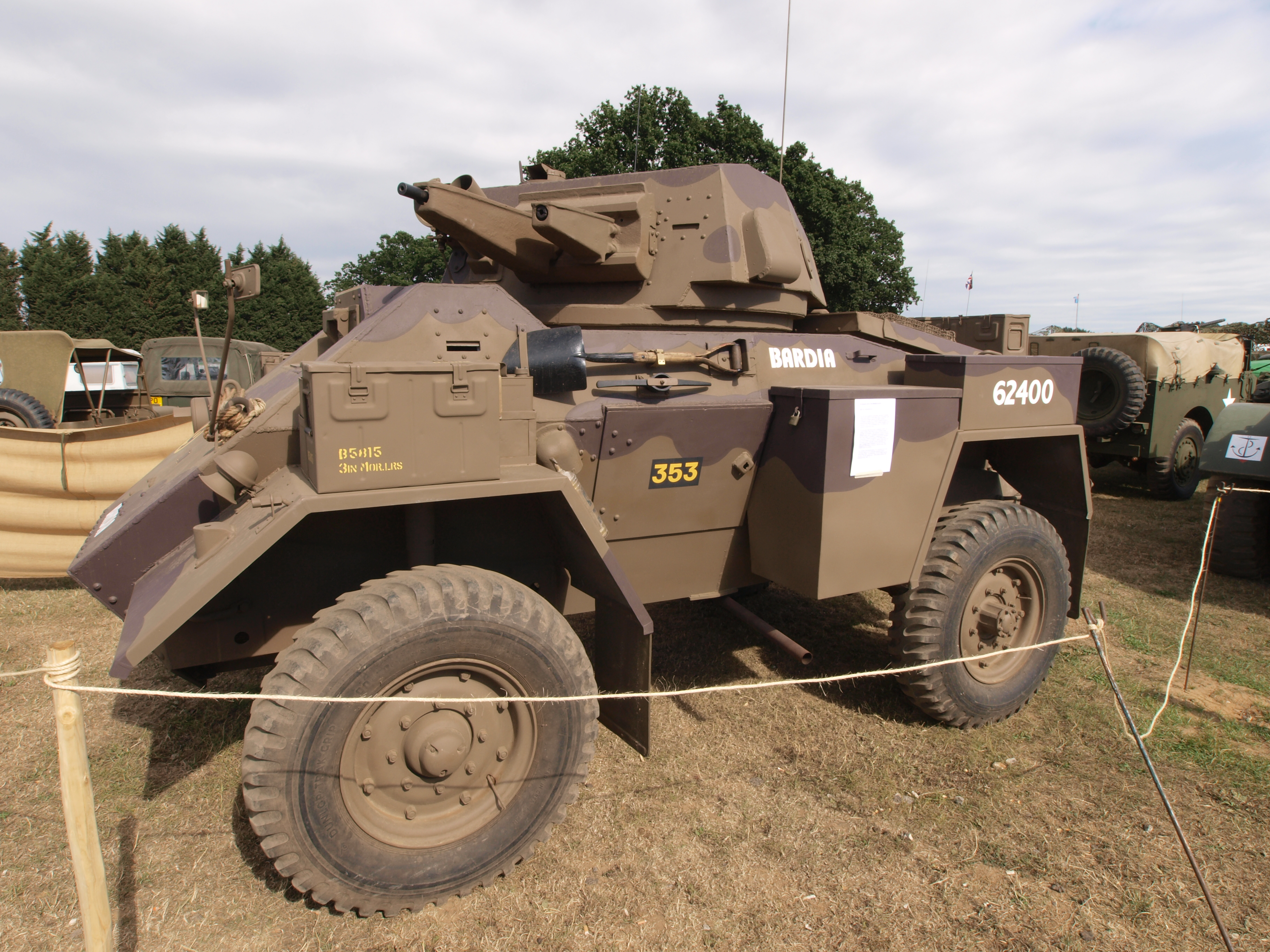

## Операторы
- Канада
- Португалия
- Индонезия
- Нидерланды